# Gare de Geel
La gare de Geel (en néerlandais : station Geel) est une gare ferroviaire belge de la ligne 15, d'Anvers à Hasselt située sur la commune de Geel, dans la province d'Anvers en Région flamande.
C'est une gare de la Société nationale des chemins de fer belges (SNCB) desservie par des trains InterCity (IC), Suburbains (S33), d'Heure de pointe (P), Suburbains (S), Heure de pointe (P) et Touristiques (ICT) (durant les vacances d'été).

## Service des voyageurs

### Accueil
Gare SNCB, elle dispose d'un bâtiment munis de guichets, accessibles tous les jours, et d'un automate pour la vente des billets. Un parking pour les voitures et plusieurs grands parkings à vélos se trouvent à proximité.
Les quais rehaussés sont pavés et accessibles par un tunnel sous voies.

### Desserte
Geel est desservie par des trains InterCity (IC), Suburbains (S33), d'Heure de pointe (P) et Touristiques (ICT) de la SNCB circulant sur la ligne commerciale 15 : Anvers - Lierre - Mol - Hasselt (voir brochure SNCB de la ligne 15).

#### Semaine
La desserte est constituée :
- de trains IC-10 reliant Anvers-Central à Bourg-Léopold et Hasselt ou Hamont via Mol, toutes les heures (à Mol, ces trains sont divisés en deux, une partie repart vers Hasselt, l'autre vers Hamont) ;
- de trains de la ligne S33 du réseau S anversois circulant entre Anvers-Central et Mol (toutes les heures) ;
- de deux trains P de Mol ou Neerpelt à Bruxelles-Midi via Malines (le matin, dans l’autre sens en fin d’après-midi).

#### Week-end et fériés
La seule desserte régulière est constituée par les trains IC-10, circulant comme en semaine.
- Le dimanche, en fin d'après-midi, il existe deux trains P reliant Hamont ou Mol à Sint-Joris-Weert, près de Louvain. Ils ne circulent pas pendant les congés.

#### Vacances
Durant les vacances d'été, un train ICT relie, en semaine comme le week-end, Neerpelt à Blankenberge, le matin, et effectue le trajet inverse en fin d'après-midi. Il permet également d'atteindre Malines, Termonde, Gand et Bruges.

### Patrimoine ferroviaire
Construit par le Grand Central belge, le bâtiment de la gare, datant de 1878, est listé au patrimoine architectural de Flandre. Il est très proche de celui de Mol (démoli en 2010) et de Neerpelt (classé comme monument), tandis que celui de la gare d'Olen est de la même famille, mais plus petit.
Ce vaste bâtiment est dû à la compagnie du Grand Central Belge qui mit au point un modèle de gare standard. Au moins 15 de ces gares furent construites, notamment à Neerpelt, Hamont ou encore Jamioulx et Ham-sur-Heure.
Il s'agit d'un long bâtiment sans étage comprenant entre 8 et 26 travées selon les besoins (la gare de Geel en comporte 14) sous bâtière longitudinale qui se verra parfois gratifié d'un second étage de trois travées sous toiture à croupes servant de logement de fonction (c'est le cas à Geel, qui reçoit une partie à étage en 1901-1902).
Le pignon est recouvert de rampants de pierre et il existe des motifs en ferronnerie sur les crossettes et le pinacle ainsi qu’un oculus largement dimensionné et entouré de pierre surplombe un bandeau de pierre sous lequel se prolonge le fronton des parois longitudinales. Ce fronton est décoré d'une frise en briques munie d'arceaux et chaque travée des parois longitudinales est bordée par un lésène de brique aux motif de bande lombarde caractéristique du Grand Central Belge. Un cordon de pierre court au niveau des seuils des fenêtres du rez-de-chaussée. Les arcs bombés des ouvertures (qui étaient toutes des portes à l'origine sauf au niveau du logement de fonction qui se trouve à une extrémité) sont surmontés d'une clé en pierre et il existe des pilastres d'angle en brique à bossages de pierre.
Comme à Neerpelt, la façade est recouverte de peinture jaune et blanche avec un soubassement vert foncé.

## Comptage voyageurs
Ce graphique et tableau montre le nombre de voyageurs embarquant en moyenne durant la semaine, le samedi et le dimanche.
| Nombre de passagers qui embarquent à la gare de Geel | Nombre de passagers qui embarquent à la gare de Geel | Nombre de passagers qui embarquent à la gare de Geel | Nombre de passagers qui embarquent à la gare de Geel |
|                                                      | Semaine                                              | Samedi                                               | Dimanche                                             |
| ---------------------------------------------------- | ---------------------------------------------------- | ---------------------------------------------------- | ---------------------------------------------------- |
| 1977                                                 | 1 046                                                | 207                                                  | 301                                                  |
| 1978                                                 | 1 024                                                | 184                                                  | 229                                                  |
| 1979                                                 | 994                                                  | 274                                                  | 224                                                  |
| 1980                                                 | 1 197                                                | 284                                                  | 255                                                  |
| 1981                                                 | 1 185                                                | 247                                                  | 290                                                  |
| 1982                                                 | 1 255                                                | 278                                                  | 272                                                  |
| 1983                                                 | 1 300                                                | 223                                                  | 350                                                  |
| 1984                                                 | 1 324                                                | 311                                                  | 326                                                  |
| 1985                                                 | 1 133                                                | 303                                                  | 384                                                  |
| 1986                                                 | 1 164                                                | 286                                                  | 363                                                  |
| 1987                                                 | 1 123                                                | 309                                                  | 373                                                  |
| 1988                                                 | 1 246                                                | 361                                                  | 343                                                  |
| 1989                                                 | 1 120                                                | 296                                                  | 280                                                  |
| 1990                                                 | 1 132                                                | 323                                                  | 446                                                  |
| 1991                                                 | 1 071                                                | 288                                                  | 352                                                  |
| 1992                                                 | 1 287                                                | 302                                                  | 363                                                  |
| 1993                                                 | 1 069                                                | 323                                                  | 417                                                  |
| 1994                                                 | 1 417                                                | 515                                                  | 318                                                  |
| 1995                                                 | 1 434                                                | 433                                                  | 386                                                  |
| 1996                                                 | 1 484                                                | 593                                                  | 552                                                  |
| 1997                                                 | 1 561                                                | 509                                                  | 446                                                  |
| 1998                                                 | 1 445                                                | 474                                                  | 502                                                  |
| 1999                                                 | 1 609                                                | 502                                                  | 504                                                  |
| 2000                                                 | 1 657                                                | 644                                                  | 558                                                  |
| 2001                                                 | 1 315                                                | 463                                                  | 422                                                  |
| 2002                                                 | 1 201                                                | 462                                                  | 415                                                  |
| 2003                                                 | 1 379                                                | 537                                                  | 574                                                  |
| 2004                                                 | 1 591                                                | 641                                                  | 563                                                  |
| 2005                                                 | 1 749                                                | 754                                                  | 646                                                  |
| 2006                                                 | 2 025                                                | 662                                                  | 668                                                  |
| 2007                                                 | 2 038                                                | 686                                                  | 745                                                  |
| 2008                                                 | -                                                    | -                                                    | -                                                    |
| 2009                                                 | 2 102                                                | 845                                                  | 730                                                  |
| 2010                                                 | -                                                    | -                                                    | -                                                    |
| 2011                                                 | -                                                    | -                                                    | -                                                    |
| 2012                                                 | 2 215                                                | 833                                                  | 542                                                  |
| 2013                                                 | 2 260                                                | 781                                                  | 647                                                  |
| 2014                                                 | 1 593                                                | 680                                                  | 740                                                  |
| 2015                                                 | 1 586                                                | 628                                                  | 763                                                  |
| 2016                                                 | 1 727                                                | 569                                                  | 607                                                  |
| 2017                                                 | 1 660                                                | 639                                                  | 592                                                  |
| 2018                                                 | 1 816                                                | 753                                                  | 596                                                  |
| 2019                                                 | 1 686                                                | 615                                                  | 635                                                  |
| 2020                                                 | 1 141                                                | 120                                                  | 128                                                  |
| 2021                                                 | -                                                    | -                                                    | -                                                    |
| 2022                                                 | 1 687                                                | 695                                                  | 648                                                  |
| 2023                                                 | 1 484                                                | 482                                                  | 451                                                  |
| 2024                                                 | 1 881                                                | 842                                                  | 767                                                  |

Galerie de photographies
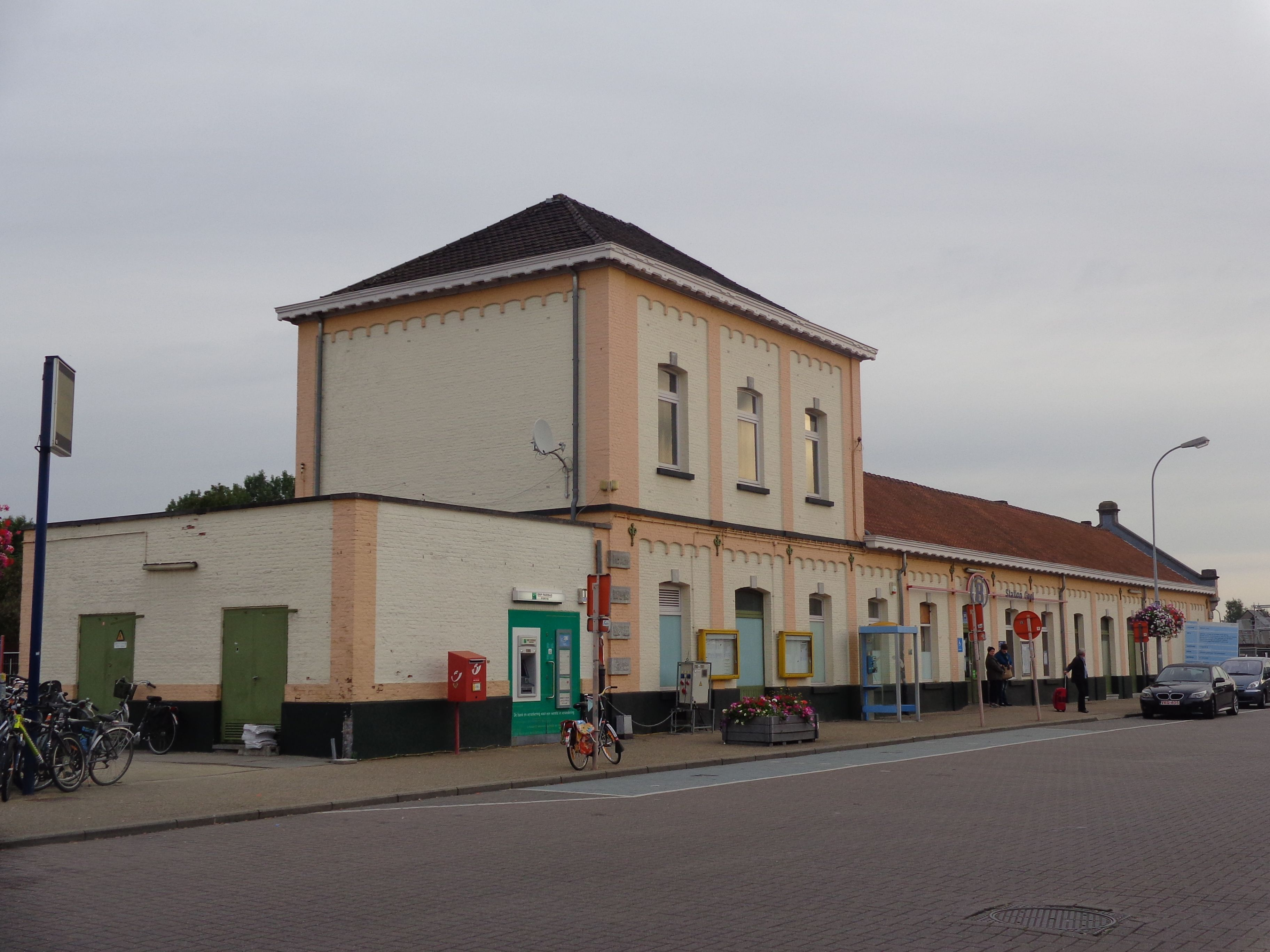
Le bâtiment de la gare de Geel.
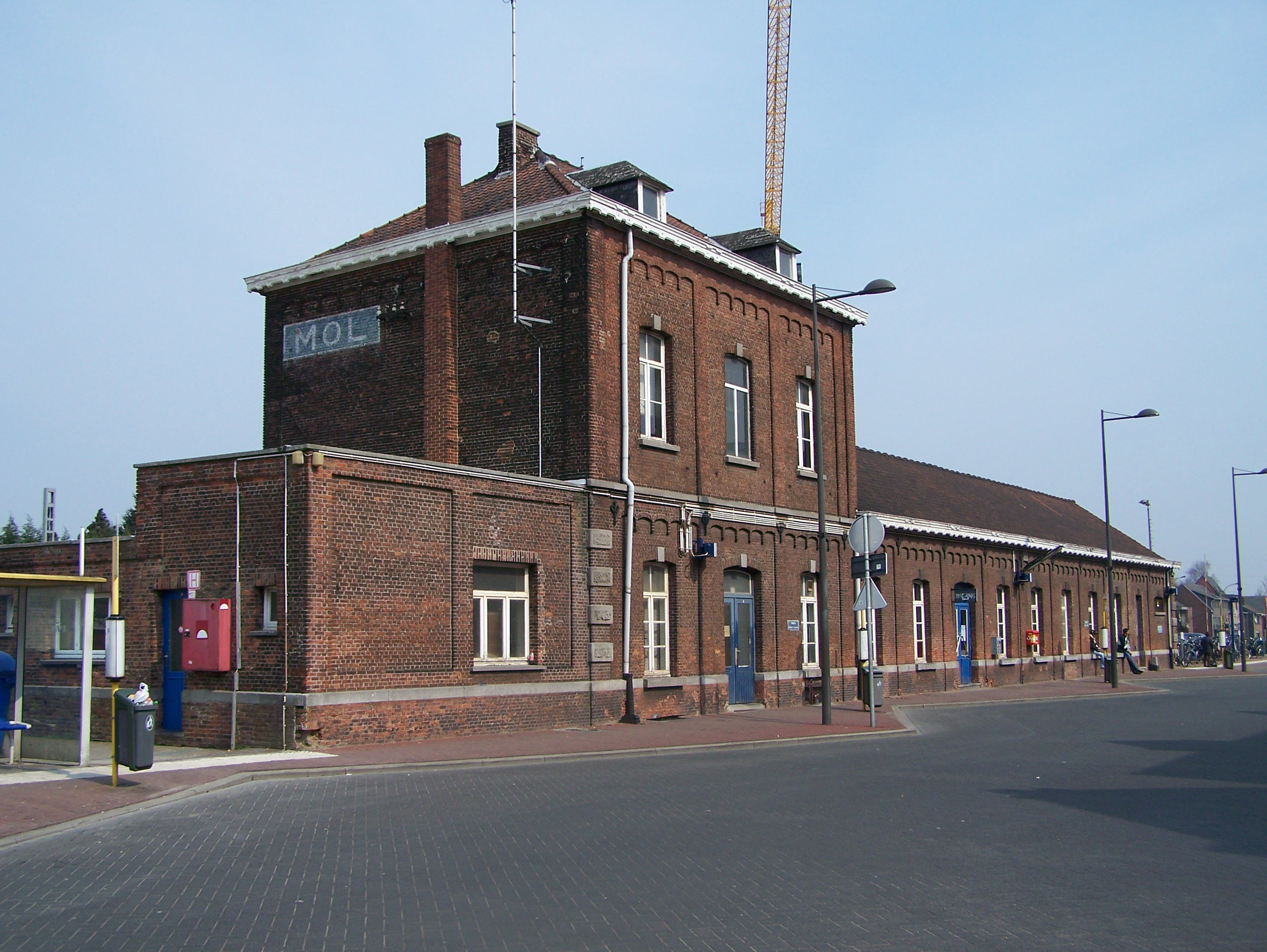
Celui de la gare de Mol (démoli en 2010).
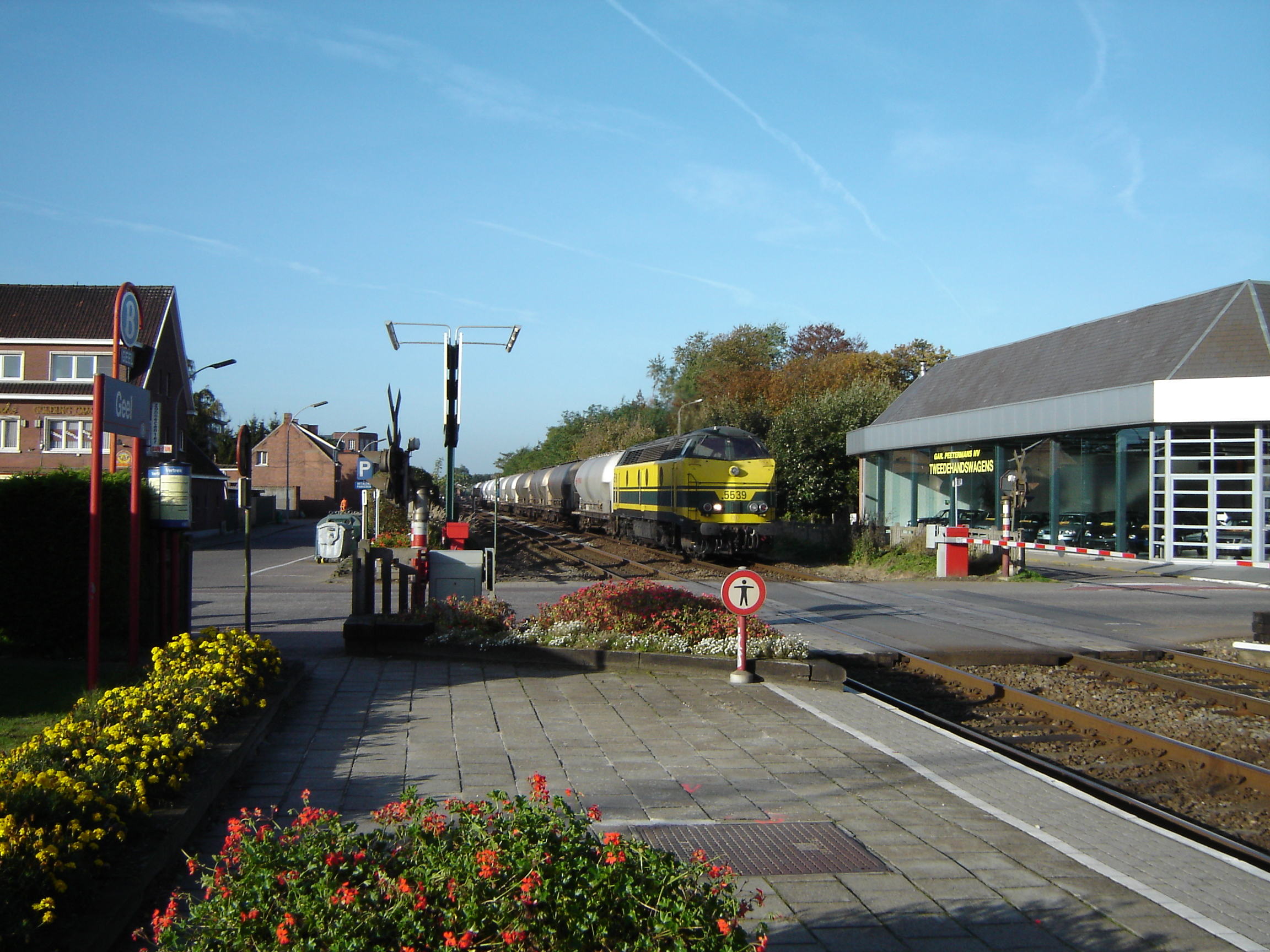
Passage d'un train de marchandises
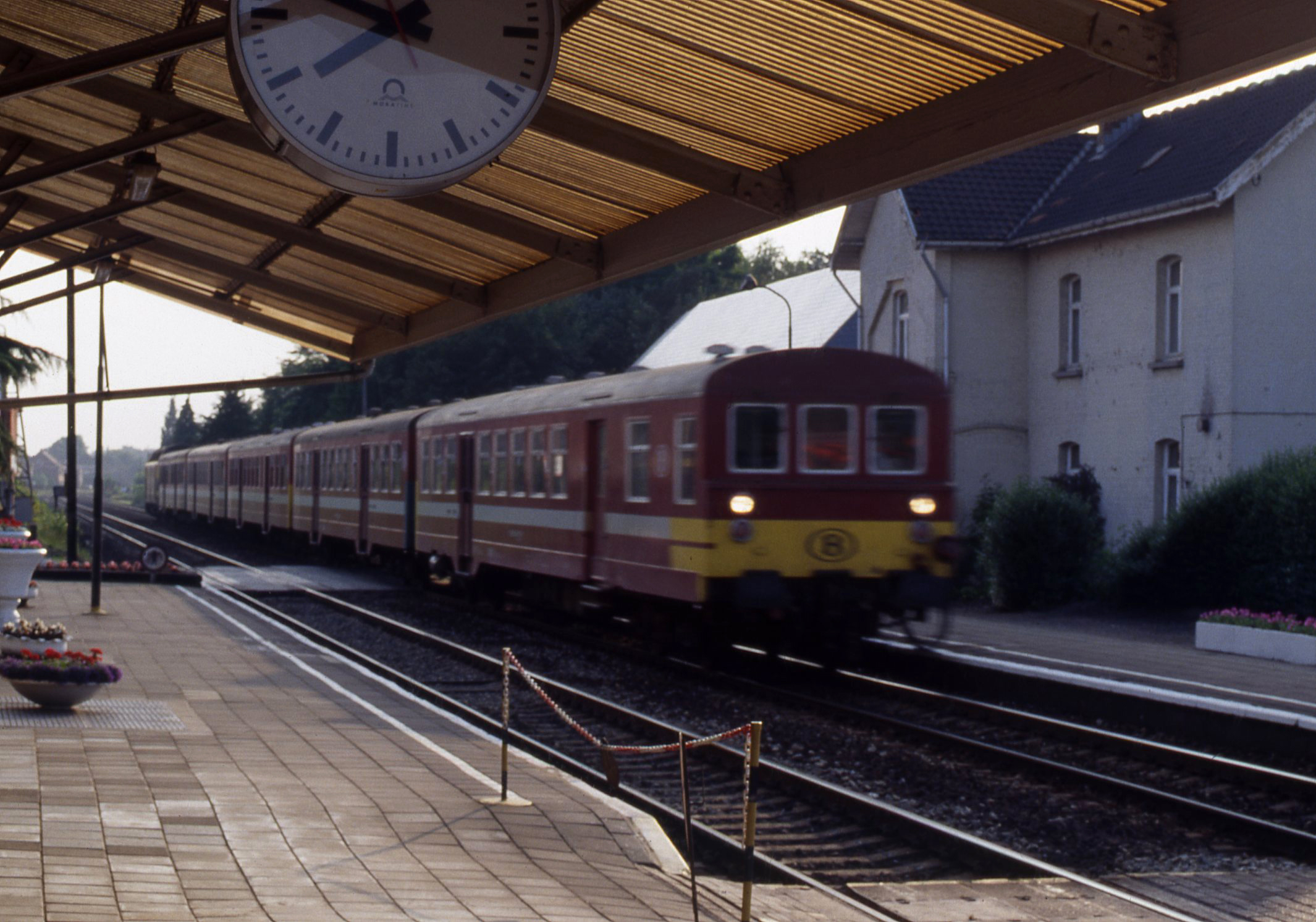
Arrivée d'un train (1994).
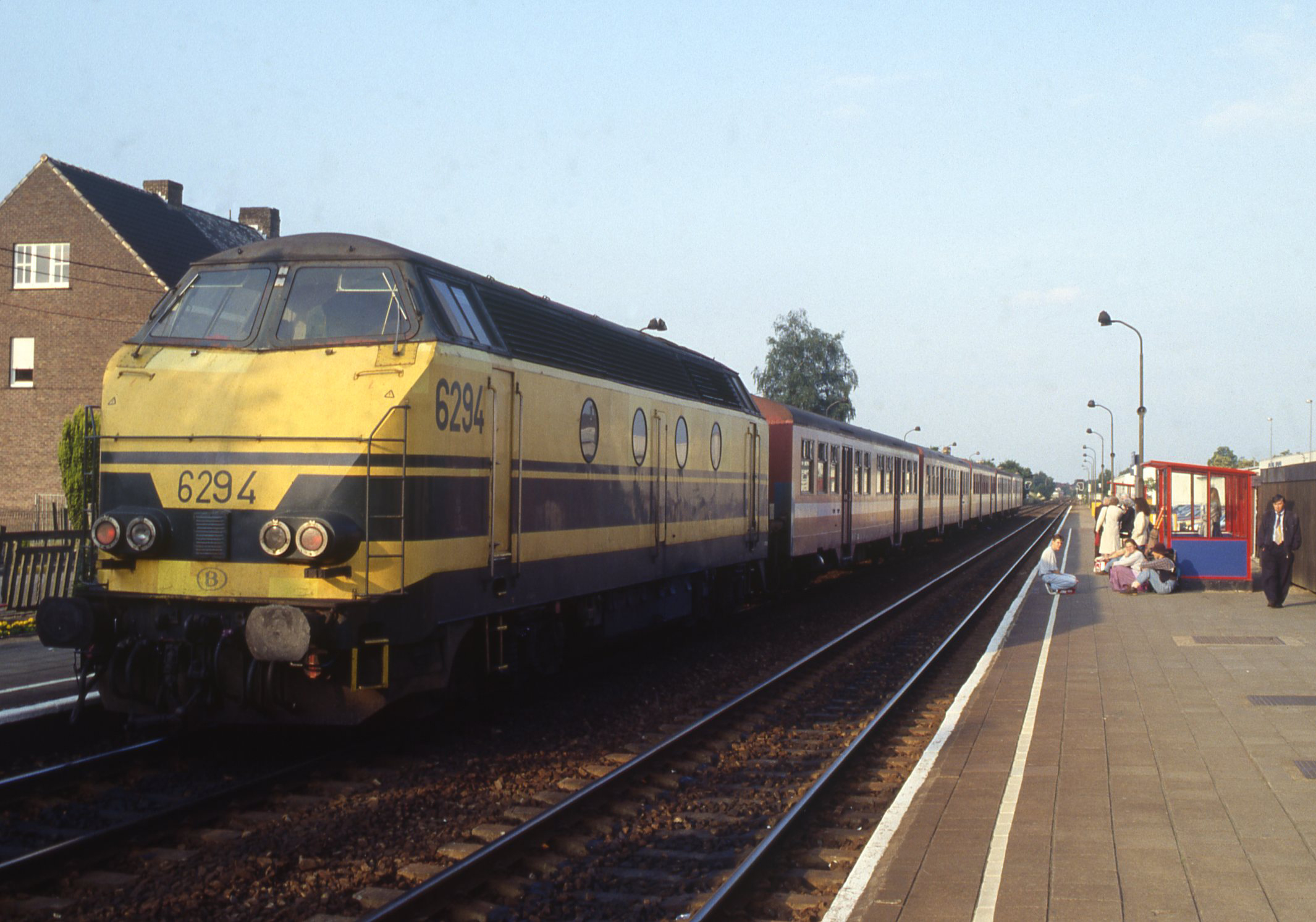
Rame réversible à quai (1994).